# 李慶煇
李慶煇，BBS（1949年10月6日—），前香港政府官員，前教育署高級助理署長。他於1970年代加入公務員團隊，2003年退休前先後署任署長及副署長崗位，直至教育署與教育統籌局合併為止。

## 背景

### 個人發展

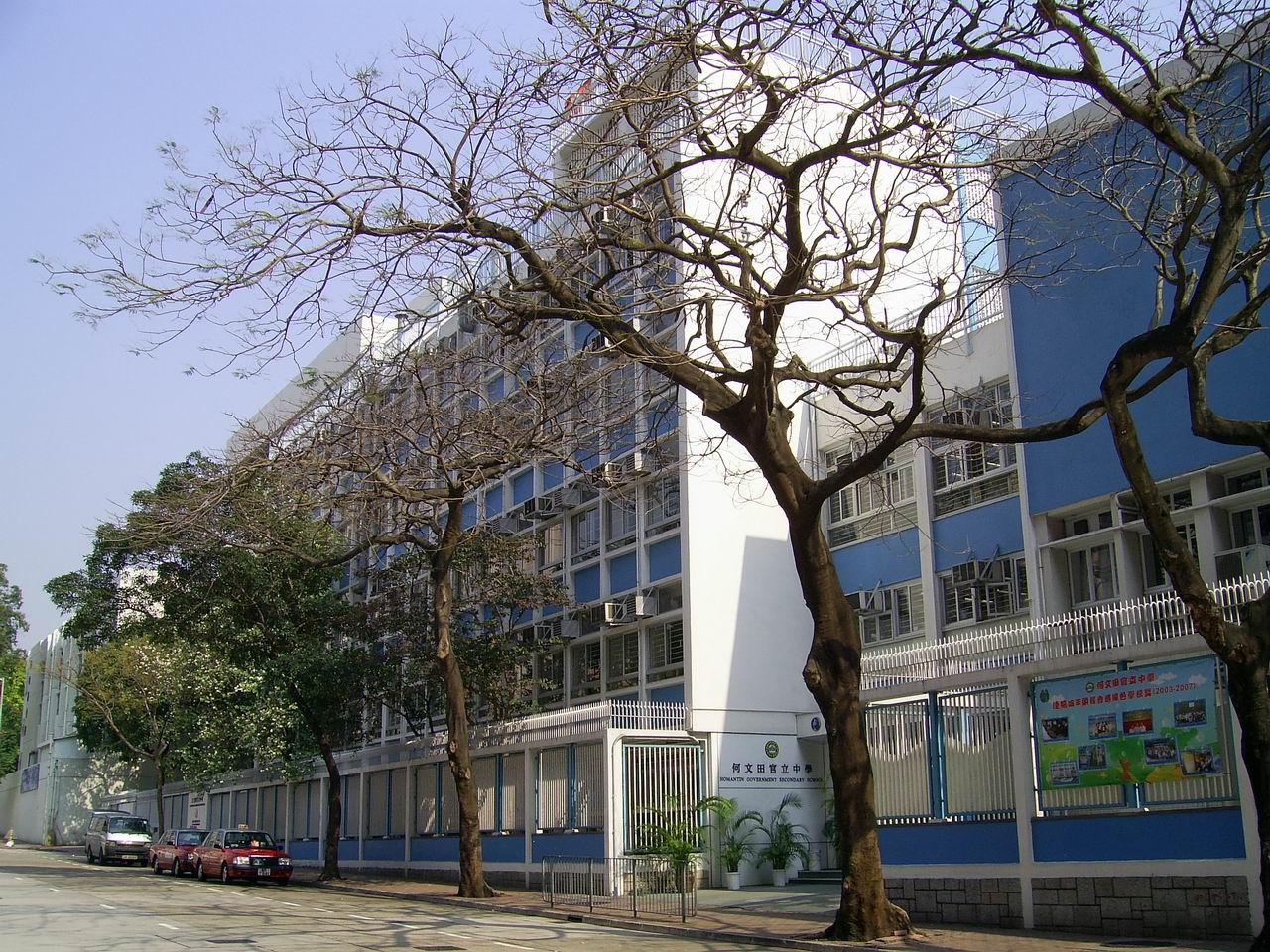
李慶煇就讀中三下學期，即1964年4月開始，於當年仍名為巴富街官立中學（1959年至1969年）的何文田官立中學現時校舍完成餘下學業。

李慶煇早年生活於新界上水，1959年插班入讀上水東莞學校小五年級，並於1961年成為該校第一屆小六畢業生。他繼而通過1961年升中試考入當時稱為巴富街官立中學的何文田官立中學，於1966年畢業於該校中五年級。後來，李慶煇於1967年至1969年間入讀葛量洪教育學院，1969年畢業後轉到羅富國教育學院完成教育證書課程。其中在前者求學時期兼修體育課程，1969年取得由香港學界體育聯會前身的香港學界體育協進會舉辦的，首屆體育教師裁判訓練班所頒發的田徑裁判文憑。於後者深造時則專修數學科。
從1970年入職教育署初年起，他任職小學教師，亦曾轉到一所官立中學任教數學科。另一方面他於1975年修畢香港中文大學電子工程學系理學士學位，在校時是高錕的學生，同年9月升任西貢區地區教育主任。在1978年至1980年調到學校註冊組之前，他曾獲署方調往同區另一所鄉村學校任職。但因為他拒絕了有關安排，於是留在西貢走訪區內學校，以進行巡視工作。而踏入1990年往後，李慶煇調任教育署建校組統籌校舍分配與學校建校事宜。
及至1990年5月，李慶煇由首席教育主任擢升為助理署長（學校行政）。1998年至2002年出任高級助理署長（支援），2002年至2003年間同期署任副署長及署長崗位。他當時因應香港特別行政區政府面臨嚴重財政赤字，需要配合政府檢討教育撥款是否運用得宜，如是於2002年7月1日至2003年1月接替被調任經濟發展及勞工局常任秘書長（勞工）的張建宗，署任教育署署長一職。當教育署與教育統籌局合併後未幾，李慶煇於2003年1月2日提早退休，原因出於另有人生計劃。退休前，李慶煇任內協助羅富國教育學院、葛量洪教育學院、柏立基教育學院、香港工商師範學院以及語文教育學院合併成為香港教育學院（1991年至1994年間），又推廣融合教育、推動學校建立校本管理管治架構以及改善教育電視發展，還擔任香港演藝學院校董會成員和大埔官立小學校監。基於他在教育範疇表現卓越和致力服務教育署，政府於2003年向他授予銅紫荊星章。

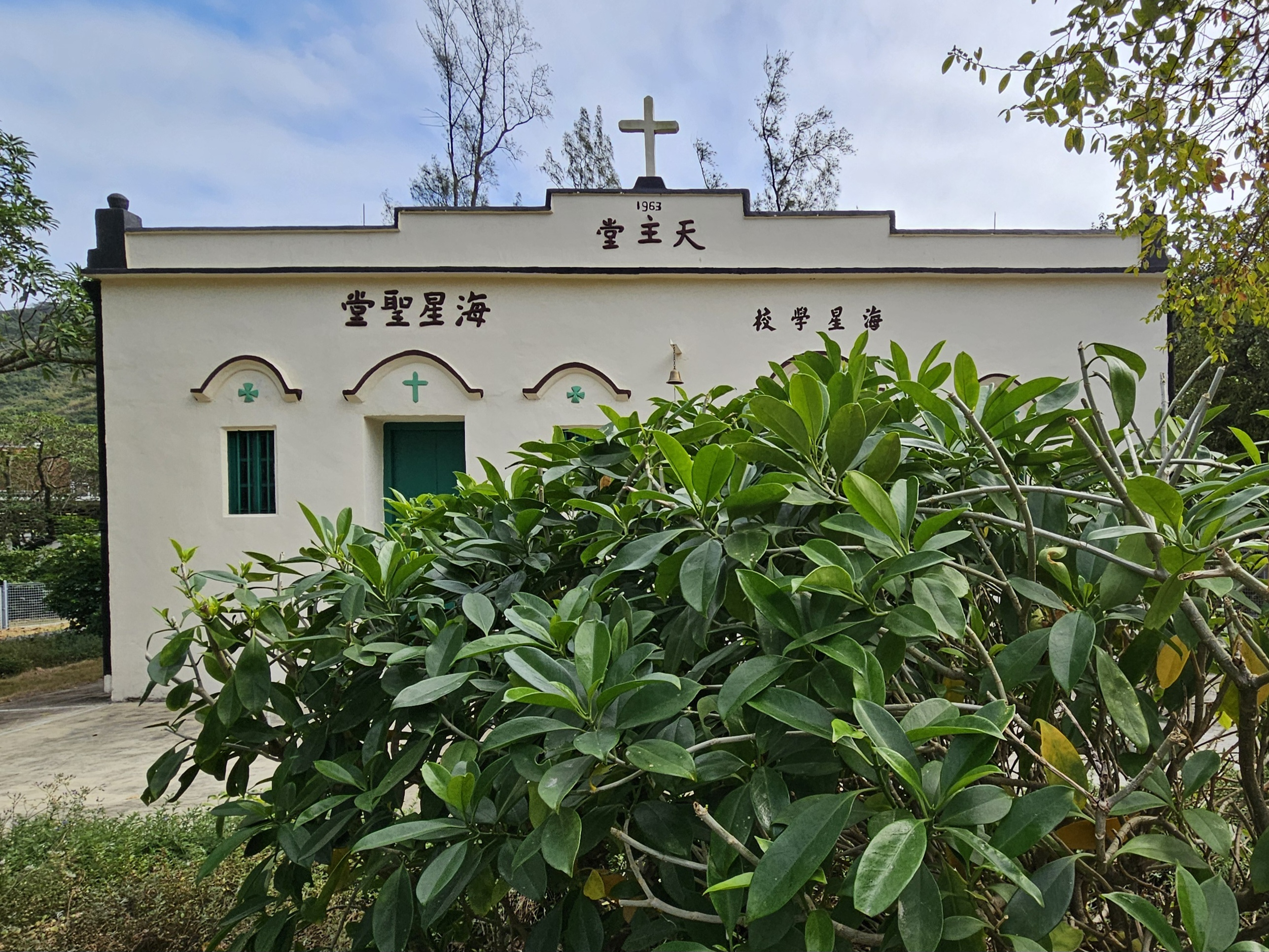
李慶煇任職教育署地區教育主任時曾走訪西貢西灣海星學校。

### 退休動向
李慶煇為了發展其對歷史的興趣，遂重返香港中文大學進修比較及公眾史學文學碩士學位，2008年畢業。2015年至2016年擔任香港童軍總會童軍知友社教育委員會委員。此外，他也是五育中學管治委員會的顧問。